# Bamboo Engineering
Bamboo Engineering ist ein britisches Motorsportteam.

## Geschichte
Bamboo Engineering wurde im Juli 2009 von Richard Coleman nach seinem Ausscheiden bei Tempus Sport gegründet. Coleman und Julien Tanser, Eigentümer von Tempus Sport, hatten eine Reihe von Meinungsverschiedenheiten über die technischen, operationellen und finanziellen Strukturen des Teams. Mit zu Bamboo Engineering wechselte der Tempus-Fahrer Harry Vaulkhard. Der erste Renneinsatz von Bamboo Engineering erfolgte am 2. August 2009 bei den Läufen der British Touring Car Championship in Snetterton. Beendet wurde die Saison 2009 von Vaulkhard mit 22 Punkten auf dem 16. Rang in der Fahrerwertung sowie mit sechs Punkten auf dem zwölften Rang in der Teamwertung.
Zur Saison 2010 wagte Bamboo Engineering den Schritt von der britischen Tourenwagen-Meisterschaft zur Tourenwagen-Weltmeisterschaft. Als Fahrer der beiden Chevrolet Lacetti werden Harry Vaulkhard und Darryl O’Young eingesetzt. Beide Fahrer waren schon von Beginn an konkurrenzfähig. Bereits beim fünften Lauf in Monza holte Vauklhard den ersten Weltmeisterschaftspunkt.